# Wiera Sokołowa
Wiera Aleksandrowna Sokołowa (ros. Вера Александровна Соколова, ur. 8 czerwca 1987) – rosyjska lekkoatletka specjalizująca się w chodzie sportowym.
Międzynarodową karierę zaczynała w 2002 roku od startu w mistrzostwach świata juniorów. W kolejnym sezonie zdobyła złoty medal w chodzie na 5000 metrów podczas rozegranych w Kanadzie mistrzostwach świata juniorów młodszych. Brąz w chodzie na 10 000 m przyniosły jej kolejne juniorskie mistrzostwa globu w roku 2004. Juniorska mistrzyni Europy z Kowna (2005). W 2010 zdobyła brązowy medal mistrzostw Europy, a 30 grudnia ustanowiła halowy rekord świata w chodzie na 5000 metrów – 20:10,3. 26 lutego 2011 w Soczi ustanowiła rekord świata w chodzie na 20 kilometrów – 1:25:08. Startowała w pucharze Europy w chodzie oraz w pucharze świata w chodzie. Medalistka mistrzostw Rosji.

## Osiągnięcia
| Rok  | Impreza                               | Miejsce              | Konkurencja      | Lokata      | Wynik    |
| ---- | ------------------------------------- | -------------------- | ---------------- | ----------- | -------- |
| 2002 | Mistrzostwa świata juniorów           | Kingston             | chód na 10 000 m | 9. miejsce  | 47:59:14 |
| 2003 | Mistrzostwa świata juniorów młodszych | Sherbrooke           | chód na 5000 m   | 1. miejsce  | 22:50:23 |
| 2003 | Puchar Europy w chodzie sportowym     | Czeboksary           | chód na 10 km    | 2. miejsce  | 47:02    |
| 2004 | Mistrzostwa świata juniorów           | Grosseto             | chód na 10 000 m | 3. miejsce  | 46:53:02 |
| 2004 | Puchar świata w chodzie sportowym     | Naumburg             | chód na 10 km    | 1. miejsce  | 45:29    |
| 2005 | Mistrzostwa Europy juniorów           | Kowno                | chód na 10 000 m | 1. miejsce  | 43:11:34 |
| 2005 | Puchar Europy w chodzie sportowym     | Miszkolc             | chód na 10 km    | 1. miejsce  | 44:09    |
| 2006 | Mistrzostwa świata juniorów           | Pekin                | chód na 10 000 m | 4. miejsce  | 46:58:21 |
| 2006 | Puchar świata w chodzie sportowym     | A Coruña             | chód na 10 km    | 1. miejsce  | 44:49    |
| 2009 | Puchar Europy w chodzie sportowym     | Metz                 | chód na 20 km    | 10. miejsce | 1:36:43  |
| 2009 | Mistrzostwa świata                    | Berlin               | chód na 20 km    | 14. miejsce | 1:34:55  |
| 2010 | Puchar świata w chodzie sportowym     | Chihuahua            | chód na 20 km    | 4. miejsce  | 1:33:54  |
| 2010 | Mistrzostwa Europy                    | Barcelona            | chód na 20 km    | 3. miejsce  | 1:29:32  |
| 2011 | Puchar Europy w chodzie sportowym     | Olhão da Restauração | chód na 20 km    | 1. miejsce  | 1:30:01  |
| 2011 | Mistrzostwa świata                    | Daegu                | chód na 20 km    | 11. miejsce | 1:32:13  |
| 2013 | Puchar Europy w chodzie sportowym     | Dudince              | chód na 20 km    | 2. miejsce  | 1:29:18  |
| 2013 | Mistrzostwa świata                    | Moskwa               | chód na 20 km    | –           | DSQ      |
| 2014 | Puchar świata w chodzie sportowym     | Taicang              | chód na 20 km    | 4. miejsce  | 1:27:03  |
| 2014 | Mistrzostwa Europy                    | Zurych               | chód na 20 km    | 4. miejsce  | 1:28:24  |
| 2015 | Puchar Europy w chodzie sportowym     | Murcja               | chód na 20 km    | 6. miejsce  | 1:27:08  |